# Thermochoria
Thermochoria är ett släkte av trollsländor. Thermochoria ingår i familjen segeltrollsländor.
Kladogram enligt Catalogue of Life:
| Thermochoria | \| \| Thermochoria equivocata \| \| \| \| \| \| Thermochoria jeanneli \| \| \| \| \| \| Thermochoria rieli \| \| \| \| |
|              | \| \| Thermochoria equivocata \| \| \| \| \| \| Thermochoria jeanneli \| \| \| \| \| \| Thermochoria rieli \| \| \| \| |
|              | Thermochoria equivocata                                                                                                |
|              | |
|              | Thermochoria jeanneli                                                                                                  |
|              | |
|              | Thermochoria rieli |
|              | |